# Забихулла
Забихулла (араб. ذبيح الله‎ — «Пожертвованный Аллаху») — имя арабского происхождения, восходит к кораническому сюжету жертвоприношения Исмаила, происходит от глагола «збх» — «зарезать», однокоренное со словами «забиха» (жертва) и «мазбах» (алтарь). Из библейских персонажей имя «Забих» сопоставимо с именем последнего мадианитянского царя Зевея (ивр. זבח‎ — Зевах), убитого Гедеоном.
Производные фамилии Забихуллины, Забихоловы, Забихи.

## Известные носители
- Забихулла Муджахид — официальный представитель Талибана (запрещено в России).
- Забихолла Надери — иранский дипломат.
- Забихулла Сафа (1911—1999) — учёный иранист Тегеранского университета.